# Kathrin Lehmann (Journalistin)
Kathrin Lehmann (* 29. August 1963 in Hamburg) ist eine deutsche Fernseh- und Radiomoderatorin, Journalistin und Medientrainerin.

## Leben
Kathrin Lehmann wuchs in Hamburg auf und machte dort 1982 ihr Abitur. Nach Abschluss ihrer Ausbildung zur Werbekauffrau arbeitete sie 1985 für ein Jahr als Kommunikationsberaterin in einer Hamburger PR-Agentur.
Den ersten Medien-Kontakt hatte sie im Januar 1987 als Praktikantin beim Privatsender Radio Schleswig-Holstein. Während ihres anschließenden USA-Aufenthaltes in Santa Monica in Kalifornien realisierte sie für R.SH Hörfunkberichte und absolvierte ein weiteres Praktikum bei der Auslandskorrespondentin Frances Schoenberger.
Im August 1987 begann Kathrin Lehmann ihre Tätigkeit bei Radio Hamburg, zunächst als freie Mitarbeiterin. Von 1988 bis 1990 folgte ein Volontariat. Als Primetime-Moderatorin der täglichen Sendung Hamburg Live war sie anschließend bis 1998 zu hören. Von 1994 bis 1997 moderierte sie – parallel zu Radio Hamburg – bei RTL Nord das Regionalmagazin Guten Abend RTL für Hamburg und Schleswig-Holstein. 1999 wechselte Kathrin Lehmann zu SAT 1.
Als Redakteurin und Moderatorin der Sendung 17:30 live für Hamburg, Schleswig-Holstein und Hannover arbeitete sie bis zum Jahr 2001 werktags beim Fernsehen. Nebenbei moderierte sie am Wochenende das Energy Weekend bei Energy Hamburg. Ab Juni 2001 verlegte sie ihren Arbeitsschwerpunkt wieder auf das Radiogeschäft. Bei Alsterradio war sie erneut täglich zu hören und präsentierte als Moderatorin und Redakteurin den Alsterradio-Nachmittag. Ergänzend war sie Leiterin der Bereiche Programmplanung und Moderationstraining.
Nach der Ausbildung und Zertifizierung zum Business-Coach machte sich Kathrin Lehmann im März 2004 als Medientrainerin selbständig. Sie unterstützt Führungskräfte dabei, sich und die dahinter stehenden Unternehmen in der Öffentlichkeit optimal zu positionieren. Die Trainingsschwerpunkte sind Medientraining, Krisenkommunikationstraining, Präsentations-Performance-Training und Moderationstraining. Im Jahr 2017 ließ sich Kathrin Lehmann zudem als Resilienz-Trainerin ausbilden und zertifizieren.
Unter dem Titel „Management Inside“ veröffentlicht sie seit Januar 2020 einen eigenen Podcast. Darin interviewt sie Entscheider und Experten zu managerrelevanten Themen. Der Podcast erscheint alle 2 Wochen.